# Epipygidae
Epipygidae Hamilton, 2001, è una piccola famiglia di insetti dell'Ordine dei Rincoti Omotteri, superfamiglia Cercopoidea. La famiglia, di recente descrizione, è ancora poco conosciuta, con informazioni dedotte esclusivamente dagli esemplari conservati nelle collezioni. Secondo HAMILTON (2001) esistono ancora migliaia di specie di Cercopoidei sconosciute, distribuite nelle regioni tropicali, ed è presumibile che un numero imprecisato di queste rientrino nella famiglia degli Epipygidae.

## Descrizione
Gli adulti hanno capo metagnato largo, con area fronto-clipeale convessa e relativamente meno ampia rispetto agli altri Cercopoidei. È provvisto di due ocelli, disposti nel vertice fra gli occhi. Le antenne sono brevi e sottili, inserite davanti agli occhi ai lati della regione fronto-clipeale. Gli occhi sono grandi e globosi, disposti alle estremità laterali del capo come in tutti i Cicadomorfi. Alla vista laterale sono retratti rispetto alla fronte, sormontati dal pronoto e toccano quasi l'inserzione delle ali anteriori.
Il torace presenta il pronoto con margine anteriore convesso, incuneato in avanti fra gli occhi; il margine posteriore ha un profilo trapezoidale. Il mesonoto ha una forma triangolare, con scutello molto più breve della commissura fra le ali anteriori.
Le ali anteriori sono ben sviluppate e più lunghe dell'addome, differenziate in tegmine. In fase di riposo sono ripiegate a tetto tenute quasi verticalmente combaciando posteriormente. Una sutura che decorre dalla base al margine posteriore suddivide la tegmina in una regione posteriore (con ala dispiegata) o dorsale (con ala ripiegata) detta clavo e una regione remigante detta corio. Le zampe posteriori sono di tipo saltatorio. Le tibie posteriori presentano un processo spinoso sul margine esterno e terminano all'apice con un'espansione ornata da una corona formata da due serie di spine.
L'addome delle femmine è provvisto di un ovopositore sottile.

## Biologia
Le conoscenze relative a questa famiglia derivano esclusivamente da esemplari conservati nelle collezioni, perciò le informazioni sulla loro biologia sono dedotte sulla base di correlazioni con la morfologia. Non si conoscono esemplari in stadio giovanile, ma si ritiene che gli stadi preimmaginali degli Epipygidae non producono la massa schiumosa tipica della generalità dei Cercopoidei.
La conformazione dell'area fronto-clipeale, più piccola di quella degli altri Cercopoidei, fa ritenere che la pompa faringeale degli Epipygidae sia poco sviluppata e che la loro alimentazione sia finalizzata fondamentalmente a ripristinare i fluidi corporei, mentre l'energia sarebbe ricavata dalle riserve adipose accumulate nel corso dello sviluppo postembrionale.
Non si hanno informazioni attendibili sulle piante ospiti. 

## Habitat e diffusione
L'areale degli Epipygidae è molto frammentato e limitato alla regione neotropicale. L'habitat è rappresentato dalla foresta pluviale tropicale che si estende lungo la costa nel Centro America, in Colombia e in Venezuela o in zone montane oltre i 2600 m in alcune stazioni frammentate nelle Ande e nel Brasile. Non è dato sapere se la frammentazione dell'areale sia dovuta all'esistenza di faune relitte oppure ad un'insufficiente conoscenza della famiglia.
La famiglia sembra sia assente nelle regioni aride e in quelle soggette ad una marcata stagionalità. Diverse ipotesi esistono in merito al ciclo, in base ai periodi in cui sono stati raccolti gli adulti, alla distribuzione delle piogge, alla comparazione con gli habitat che ospitano altri Cercopoidei. In particolare si ipotizza che gli Epipygidae abbiano un lungo periodo di quiescenza allo stadio di uovo oppure uno sviluppo postembrionale piuttosto lungo. Gli adulti avrebbero una vita piuttosto breve, dell'ordine di 1-2 mesi al massimo, a differenza di altri Cercopoidei tropicali, che possono invece vivere per diversi mesi.

## Sistematica
La famiglia comprende poche specie, distribuite fra tre generi:
- Eicissus
- Epipyga
- Erugissa

Come si è detto in precedenza, questo numero ridotto è dovuto ad una scarsa conoscenza della famiglia. Inoltre, diversi esemplari conservati nelle collezioni non è stata ancora fatta la descrizione e, quindi, l'inquadramento sistematico.